# Người độc thân
Người độc thân hay người đơn thân là một người chưa lập gia đình (chưa kết hôn) hoặc trong người đã ly hôn nhưng chưa kết hôn lại (tái hôn, đi bước nữa). Độc thân trong định nghĩa pháp lý cho tình trạng giữa các cá nhân chưa kết hôn dù nằm trong độ tuổi hôn nhân, đây là cơ sở pháp lý quan trọng để chính quyền ra quyết định công nhận kết hôn đối với pháp luật các nước thừa nhận chế độ một vợ, một chồng, cũng như các giao dịch khác (mua bán, thừa kế, chuyển nhượng, nhập hộ khẩu..). Độc thân đôi khi còn được gọi một cách hài hước là ế hay F.A. nhất là những người độc thân mà tuổi đã cao.

## Lý do
Trên thực tế người ta độc thân gồm nhiều lý do bao gồm cả các vấn đề tài chính (quá nghèo), hoặc tập trung cho việc học hành, tinh thần hoặc thể chất sức khỏe (quá yếu sinh lý), căng thẳng trong gia đình, không có thời gian, do sự giáo dục, nghề nghiệp (ví dụ các tu sĩ, nhà tu hành, một số võ sĩ suốt đời cầu đạo), sở thích cá nhân (chủ nghĩa độc thân, chủ nghĩa xê dịch, lười yêu), tuổi tác đã cao, sự sợ hãi xã hội (thiếu tự tin) hoặc tình yêu - sự nhút nhát, và thậm chí sống trong một xã hội hoặc địa phương không có đủ người của một trong những quan hệ tình dục.
Một số nghề nghiệp và vị trí đòi hỏi người còn độc thân (các chức danh tôn giáo...), Đôi khi, điều này được kết hợp với đời sống độc thân khiết tịnh hay thế tục hoặc vì lý do tôn giáo, chẳng hạn như các linh mục, tu sĩ, nữ tu, ẩn sĩ trong các tôn giáo nhất định. Độc thân có thê bắt nguồn từ sự cô đơn xảy ra đối với một số người tìm kiếm nhưng không thể tìm thấy bất cứ ai họ có thể mong muốn cho đến nay, đặc biệt là đối với những người phải chịu những mất mát đau thương sau ly dị hoặc mất người thân, bị sang chấn tâm thần (như người yêu chết, bị hiếp dâm, quan hệ tình dục quá thoáng....), hoặc tan vỡ trong một cuộc tình trước đó mà còn dư âm đọng lại. Một số người lại đánh giá cao sự cô đơn như một cơ hội để tìm kiếm những đối tác tình dục tốt hơn. Một số người cho rằng độc thân là sự kiêu hãnh